# مانوئل فلورس
مانوئل فلورس (اسپانیایی: Manuel Flores‎؛ زادهٔ ۲۳ ژوئیهٔ ۱۹۵۱) بازیکن بسکتبال اهل اسپانیا بود.
از باشگاه‌هایی که در آن بازی کرده‌است می‌توان به باشگاه فوتبال بارسلونا اشاره کرد.